# 静海军
静海军（越南语：／）是唐懿宗咸通七年（866年）在安南都护府（今越南北部）设置的藩镇。其主官称静海军节度使，又稱交州節度使、交趾節度使。宋太祖乾德六年（968年），大瞿越宣布独立后，“静海军节度使”一职仍作为宋朝皇帝赐予越南丁朝、前黎朝、李朝和陈朝各朝君主的勳官，直到宋朝灭亡后才停止使用。

## 建制沿革

### 郡县时期
唐高祖武德五年（622年）改交趾郡为交州总管府，武德七年（624年）又改为交州都督府。唐高宗调露元年（679年）再改为安南都护府，唐肃宗至德二年（757年）复改为镇南都护府，唐代宗永泰二年（766年）仍改为安南都护府，由交州刺史充任都护。唐懿宗咸通七年（866年），在安南都护府设置静海军，以安南都护高骈为节度使，仍兼安南都护。静海军节度使之名自此始。

### 自治时期
唐哀帝天祐二年（905年），加静海军节度使曲承裕同平章事，成为越南实际自治的开始。梁太祖开平元年（907年），曲承裕死，以其子静海军行营司马权知留后曲颢起复为安南都护，充节度使。乾化元年（911年），曲颢死，以其子静海留后曲承美为节度使。930年，南汉刘龑平定安南，生擒曲承美。曲氏故将杨廷艺起兵赶走南汉交州刺史李进，自立为节度使，数年后被部将矫公羡所杀，矫公羡又被杨廷艺部将吴权所杀。938年，吴权在白藤江之战中击败南汉军队，次年（939年）即自立为王，拉开脱离中国统治的序幕。
自908年起，南漢的刘隐、劉龑、劉弘操都作名義上的静海军节度使。

### 独立时期
宋太祖乾德六年（968年），丁部领建立大瞿越国，自称大胜明皇帝，正式脱离中国独立。开宝六年（973年），丁部领命长子丁琏以权交州节度使的名义入贡，授检校太师、充静海军节度使、安南都护；开宝八年（975年），授丁部领开府仪同三司、检校太师、封交阯郡王。
宋太宗太平兴国五年（980年），黎桓建立前黎朝。雍熙三年（986年），以权静海军留后黎桓为检校太保、使持节都督交州诸军事、安南都护、充静海军节度、交州管内观察处置等使、封京兆郡侯、食邑三千户、赐号推诚顺化功臣；淳化四年（993年），进封交阯郡王；至道三年（997年），加兼侍中、进封南平王；景德四年（1006年），黎桓死，赠中书令、南越王。自黎桓始，各朝君主新在位者皆自称权静海军留后以俟宋朝之封；宋朝也必定待之以特进、检校太尉（太傅）、充静海军节度观察处置等使、安南都护、兼御史大夫、上柱国、交阯郡王、食邑三千户、食实封一千户、赐推诚顺化功臣号，久之进封南平王，死后追赠侍中、南越王。此则宋朝仍视其为内藩，故锡以交趾郡王、南平王、南越王之名。
宋真宗大中祥符三年（1010年），李公蕴建立李朝。同年，以权静海军留后李公蕴为静海军节度，封交阯郡王；天禧元年（1017年），进封南平王。宋仁宗天圣六年（1028年），李公蕴死，追赠侍中、南越王。宋孝宗淳熙元年（1174年），赐国名安南，封南平王李天祚为安南国王。安南国名自此始。至此，宋朝已视安南为外藩，取消安南都护一职，仍授以静海军节度使，其阶、勋及检校官、宪衔、食邑、功臣号如故。
宋理宗宝庆二年（1226年），陈日煚在堂叔陈守度的帮助下建立陈朝。端平三年（1236年），封为安南国王。景定三年（1262年），陈日煚上表求传位其子，遂以陈日煚为检校太师、安南国大王，其子陈晃为静海军节度观察处置使、检校太尉、兼御史大夫、上柱国、安南国王、效忠顺化功臣。这是静海军节度使最后一次除授。

## 歷代靜海軍節度使

### 郡縣時期
此時期節度使由中國中央朝廷任命。
| 姓名   | 任期          | 註釋                                  |
| ------ | ------------- | ------------------------------------- |
| 乌崇福 | 777年—782年   |                                       |
| 李孟秋 | 782年         | 自立                                  |
| 张应   | 788年         |                                       |
| 庞复   | 789年         |                                       |
| 高正平 | 790年—791年   |                                       |
| 赵昌   | 791年—802年   |                                       |
| 裴泰   | 802年—803年   |                                       |
| 赵昌   | 804年—806年   |                                       |
| 张舟   | 806年—810年   |                                       |
| 马摠   | 810年—813年   |                                       |
| 张勉   | 813年         |                                       |
| 裴行立 | 813年—817年   |                                       |
| 李象古 | 817年—819年   |                                       |
| 杨清   | 819年—820年   | 自立                                  |
| 桂仲武 | 819年—820年   | 未赴任                                |
| 裴行立 | 820年         |                                       |
| 桂仲武 | 820年—822年   |                                       |
| 王承弁 | 822年         |                                       |
| 李元喜 | 822年—826年   |                                       |
| 韩约   | 827年—828年   |                                       |
| 郑绰   | 831年         |                                       |
| 刘旻   | 833年         |                                       |
| 韩威   | 834年         |                                       |
| 田早   | 835年         |                                       |
| 马植   | 836年—840年   |                                       |
| 武浑   | 843年         |                                       |
| 裴元裕 | 846年—847年   |                                       |
| 田在宥 | 849年—850年   |                                       |
| 崔耿   | 852年         |                                       |
| 李涿   | 853年—855年   |                                       |
| 宋涯   | 857年         |                                       |
| 李弘甫 | 857年—858年   |                                       |
| 王式   | 858年—860年   |                                       |
| 李鄠   | 860年—861年   |                                       |
| 王宽   | 861年—862年   |                                       |
| 蔡袭   | 862年—863年   |                                       |
| 宋戎   | 863年         |                                       |
| 张茵   | 864年         |                                       |
| 高骈   | 864年—866年   |                                       |
| 王晏权 | 866年         |                                       |
| 高骈   | 866年—868年   |                                       |
| 高浔   | 868年—873年   |                                       |
| 曾衮   | 880年         |                                       |
| 高茂卿 | 882年         |                                       |
| 谢肇   | 884年         |                                       |
| 安友权 | 897年—900年   |                                       |
| 孙德昭 | 901年         | 未到任                                |
| 朱全昱 | 905年         | 未到任                                |
| 独孤损 | 905年         | 未到任                                |
| 劉隱   | 908年—911年   | 後梁任命。未到任 清海軍節度使兼任此職 |
| 劉巖   | 913年？—917年 | 後梁任命。未到任 清海軍節度使兼任此職 |
| 劉弘操 | 938年         | 南漢任命。未到任 陣亡於白藤江之戰     |

### 自治時期
此時期的靜海軍節度使都是安南人。
| 姓名   | 任期            | 註釋                                                                     |
| ------ | --------------- | ------------------------------------------------------------------------ |
| 曲承裕 | 905年—907年     | 安南曲家領袖                                                             |
| 曲顥   | 907年—917年     | 安南曲家領袖。907年被後梁承認為靜海軍節度使，但908年後梁將此職轉授劉隱。 |
| 曲承美 | 917年—923/930年 | 安南曲家領袖。為其統治地位為後梁承認                                     |
| 楊廷藝 | 931年—938年     |                                                                          |
| 矯公羨 | 938年           | 殺楊廷藝自立。                                                           |